# Hypocnemoides
Hypocnemoides is een geslacht van vogels uit de familie Thamnophilidae. Het geslacht telt twee soorten.

## Soorten
- Hypocnemoides maculicauda  –  Oevermierkruiper
- Hypocnemoides melanopogon  –  Zwartkinmierkruiper